# .22レミントン・ジェット弾
.22レミントン・ジェット弾（英: .22 Remington Jet）は、アメリカのレミントン・アームズ社とスミス&ウェッソン社が共同開発した.22口径の拳銃、小銃用弾薬である。

## 概要
ピストルハンティング向けに小口径弾頭を高速で射出し、フラットな弾道（平射）を得られ、命中したターゲットにも十分なインパクトを与える事の出来る弾薬として、前述の2社によって設計・開発が進められた。1959年に本弾薬の開発に関する情報が伝えられ、1961年に本弾薬を使用するS&W M53と共に発売された。他に本弾薬を使用する銃器として、トンプソン・アームズがトンプソン・コンテンダーの専用モデルを、マーリン・ファイアアームズ社がマーリンM62を製造した。

### 仕様
.357マグナム弾の薬莢をペアレント・ケースとしてネックダウンし、小口径化した本弾薬の薬莢はネック部とショルダー部の傾斜の長い緩やかなテーパーを持ち、先端が絞られたテーパード・ボトルネックタイプとなっている。又、リボルバー用の弾薬であるため、後端はリムドタイプである。発射ガスは非常に高圧で、初速は約2,290 ft/s（700 m/s）、運動エネルギーは約442ft·lbf（600J）と、.22口径の拳銃用弾薬としては高威力
を誇る。

## 他の表記法
- .22レム・ジェット弾
- .22ジェット弾
- .22レミントン・センターファイア・マグナム弾
- 5.56x39mmR弾